# Energetyka słoneczna we Francji

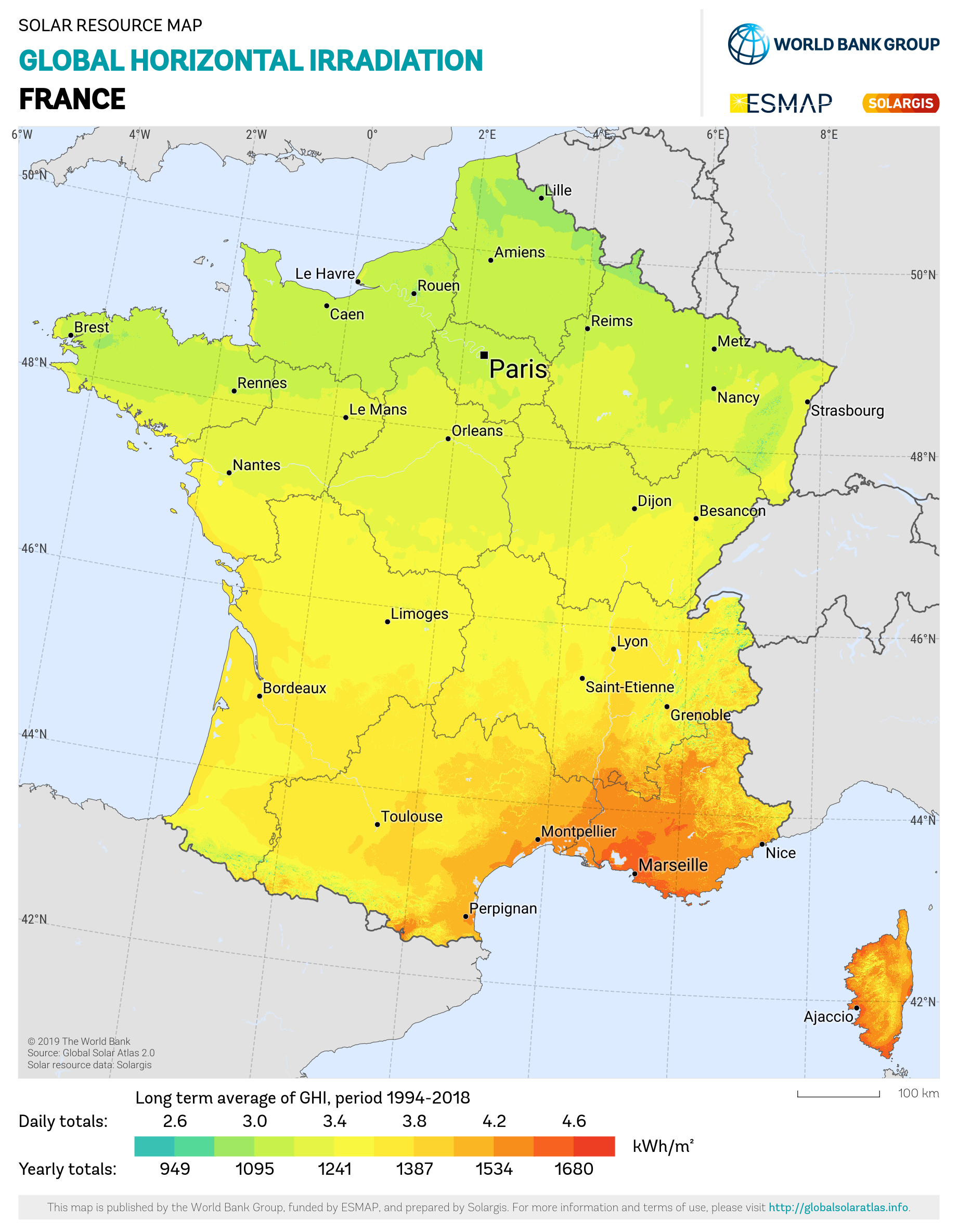
Mapa promieniowania słonecznego we Francji

Energia słoneczna we Francji osiągnęła 4028 MW zainstalowanej mocy fotowoltaiki przy końcu 2012, instalując 1079 MW w tamtym roku. Energia elektryczna wytworzona we Francji przez fotowoltaiki wyniosła 4000 GWh w 2011. Największy zbudowany park słoneczny ma 115 MW i jest zlokalizowany w Toul-Rosières.

Średnia zainstalowana moc PV na 1 osobę w regionach Francji w 2013 roku.

Z 242 295 instalacji zbudowanych do końca 2011 roku, 0,2% miało moc powyżej 250 kW (stanowiły 38.6% całkowitej zainstalowanej mocy). 89.1% to instalacje 3 kW albo mniej (stanowiły 20.3% całkowitej zainstalowanej mocy).
| Parki solarne                | Parki solarne | Parki solarne |
| Nazwa                        | MWp           | Uwagi         |
| ---------------------------- | ------------- | ------------- |
| Park słoneczny Toul-Rosières | 115           |               |
| Park słoneczny Gabardan      | 67.2          |               |
| Park słoneczny Les Mées      | 90            | Wiele sekcji  |
| Park słoneczny Crucey        | 60            |               |
| Park słoneczny Massangis     | 56            |               |
| Park słoneczny Châteaudun    | 50            | Planowany     |
| Park słoneczny Curbans       | 33            |               |

| Rok  | MWp    | GWh  |
| ---- | ------ | ---- |
| 2008 | 103.9  |      |
| 2009 | 289.3  |      |
| 2010 | 1197,3 | 677  |
| 2011 | 2948,6 | 2400 |
| 2012 | 4027,6 | 4000 |
| 2013 | 4673   | 4661 |
| 2014 | 5660   | 5500 |

## Nasłonecznienie
Nasłonecznienie we Francji mieści się pomiędzy 3 godzinami/dzień na północy a 5 godzinami/dzień na południu. 
| Źródło: NREL | Źródło: NREL |
| Źródło: NREL | Źródło: NREL |